# Wenceslas Pantaleon Kirwitzer
Wenceslas Pantaleon Kirwitzer (ur. 1588 w Kadaňu, zm. 22 kwietnia 1626 w Makau) – czeski astronom, jezuita i misjonarz.

## Życiorys
Pochodził z protestanckiej rodziny wywodzącej się ze wsi Krbice (niem. Kürbitz, stąd Kirwitzer); jako młodzieniec przeszedł na katolicyzm. Studiował w kolegium jezuickim w Ołomuńcu (druga najstarsza, po praskim Uniwersytecie Karola, uczelnia w Czechach). Następnie studiował w Brnie, gdzie w 1606 roku wstąpił do zakonu jezuitów, skąd został wysłany do Rzymu do tamtejszego kolegium jezuickiego. W Rzymie, w 1611 był świadkiem dysput naukowych między Galileuszem, jako zwolennikiem teorii heliocentrycznej i zwolennikami geocentryzmu Ptolemeusza. Po przyjęciu święceń nauczał w kilku miejscach, w tym w Grazu.
W Grazu wykładał matematykę w tamtejszym kolegium; z jego zachowanej korespondencji z Christopherem Grienbergerem wynika, że w latach 1614-1615 uznał on system ptolemejski za fałszywy i z wolna stał się zdeklarowanym zwolennikiem kopernikanizmu. Jest wymieniany wśród zdecydowanych zwolenników tej teorii wśród misjonarzy jezuickich w Chinach.
W Grazu przebywał do 1617 roku, by w 1618 roku wyruszyć wraz z Nicolasem Trigaultem na misję na Daleki Wschód; Trigault odniósł spory sukces rekrutując grupę zdolnych i wykształconych misjonarzy, w tym czterech naukowców: Adama Schalla, Johanna Schrecka, Giacomo Rho i samego Kirwitzera, który wyróżniał się m.in. jako znajomy Galileusza i Keplera. Misjonarze wypłynęli w kwietniu z Lizbony na pokładzie statku „San Carlos”. W czasie podróży prowadzili liczne obserwacje astronomiczne, pomiary deklinacji magnetycznej i zbierali próbki flory, prowadząc niemalże „ruchome laboratorium” oraz nauczali się nawzajem matematyki.
Grupa dotarła do Makau w 1620 roku. Kirwitzer przebywał tam do 1622 roku, po czym prawdopodobnie został wysłany na misję do Guangdongu, skąd wrócił w październiku 1625 roku, z powodu złego stanu zdrowia. Podczas łącznie czteroletniego pobytu w Makau pełnił posługę religijną i sporządzał roczne raporty o misji do Rzymu; nie prowadził zajęć z matematyki, której w Makau nie nauczano, mimo obecności licznych specjalistów, takich jak sam Kirwitzer. Kontynuował korespondencję z Grienbergerem i Keplerem, a jego praca na temat obserwacji poczynionych w czasie podróży na wschód, Observationes cometarum anni 1618 factæ in India Orientali a quibusdam S. J. mathematicis in Sinense regnum navigantibus, zyskała szerokie uznanie w Europie.
Zmarł w Makau w 1626 roku (niektóre źródła podają, że przeniósł się do Kioto, które nazywano wówczas Meaco i tam zmarł), ale figuruje w spisie misjonarzy chińskich, więc podróż do Japonii jest raczej nieprawdopodobna.

## Ważniejsze prace
- 1620: Observationes cometarum anni 1618 factæ in India Orientali a quibusdam S. J. mathematicis in Sinense regnum navigantibus;
- 1622: Literae de Martyrio p. Joannis Bapt. Machadi soc. Jesu, qui anno 1617 in Japonia passus est;
- 1625: Annuae litterae e Sinis datae Macao 28. Nov. et 27. Oct.[2].